# W zwierciadle złotego oka
W zwierciadle złotego oka (oryg. Reflections in a Golden Eye) – film z 1967 roku w reżyserii Johna Hustona na podstawie powieści Carson McCullers.

## Opis fabuły
Amerykańska armia, około 1948 roku. Poważany major, skrywający swój homoseksualizm, żeni się z dziecinną młódką, która nigdy nie przepuszcza okazji, aby wyśmiewać jego skłonności. W życie obojga wkrada się mężczyzna.

## Obsada
- Marlon Brando – Maj. Weldon Penderton
- Robert Forster – Szeregowiec L.G. Williams
- Elizabeth Taylor – Leonora Penderton
- Brian Keith – Porucznik Morris Langdon
- Julie Harris – Alison Langdon
- Gordon Mitchell – Stables